# Rainier Motor Car Company
Die Rainier Motor Car Company war ein zwischen 1905 und 1909 aktiver US-amerikanischer Hersteller von Luxusautomobilen. Fahrzeuge dieser Marke entstanden bis 1911.

## Beschreibung
Gegründet 1905 von John T. Rainier in Flushing, New York, spezialisierte sich die Firma auf den Bau von repräsentativen Automobilen. Der Firmensitz war anfangs in John Rainier’s Vertretung für Vehicle Equipment (V.E.)-Automobile untergebracht.
Entwickelt wurden die Rainier-Automobile von Chefkonstrukteur James G. Heaslet, welcher der Firma während der ganzen Produktionszeit die Treue hielt. Rainiers waren große, konventionelle, solide gebaute Automobile mit hoher Leistung. Daher konnten sie einige lokale Erfolge an „Hill Climbs“ und Bergrennen erzielen. Als eine der ersten Automobilfirmen überhaupt gab Rainier eine einjährige Garantie auf „Nutzung ohne Reparaturkosten“.
Anfangs erfolgte in Flushing lediglich die Endmontage der Rainier-Automobile. Die Fahrgestelle kamen von der Garford Company aus Elyria, Ohio. Diese Firma belieferte auch etliche andere Hersteller; ihr wichtigster Partner war Studebaker. Mitte 1907 zeichnete sich ab, dass sich die Zusammenarbeit zwischen Garford und Studebaker noch vertiefen würde und dass in der Folge Garford mangels ausreichender Kapazitäten als Lieferant für Fahrgestelle ausfallen würde. Daher entschloss sich John Rainier, seine Fahrzeuge von nun an komplett selber zu bauen. Zu diesem Zweck wurden in Saginaw, Michigan, einem frühen Zentrum der Automobilproduktion, neue Produktionsanlagen erstellt und für das Modelljahr 1908 in Betrieb genommen.

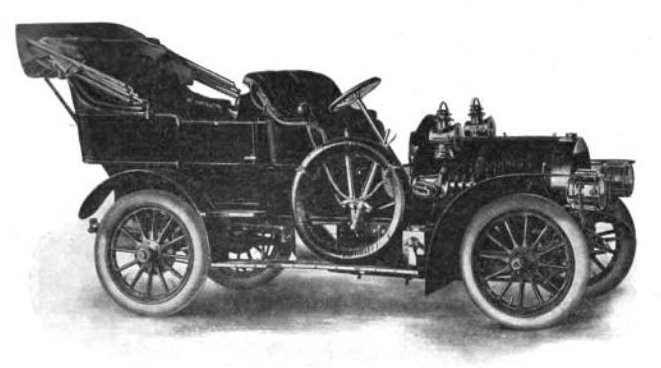
Rainier Modell A 22-28 HP Touring (1906)

Eine kurze aber heftige Wirtschaftskrise im November 1907 traf die Firma im ungünstigsten Moment. Nach der Produktion von rund 300 Rainier in Saginaw musste sie im November 1908 Konkurs anmelden, weil es als Folge der hohen Investitionen in die Produktionsanlagen an Barmitteln sogar für Material und Löhne mangelte. Doppelt bitter war, dass zufolge eigener Angaben die Aktiven der Firma die Passiven jederzeit überstiegen. Am 25. Januar 1909 kam es zur Versteigerung der Werksanlagen. Der Zuschlag ging für 20.000 $ an den Anwalt George C. Comstock, der im Auftrag von John Rainier versuchte, die Firma zu retten. Allerdings kamen zusätzlich benötigte Mittel nicht zusammen, sodass das Vorhaben aufgegeben werden musste. Im Mai des gleichen Jahres übernahm William Durant die Firma für General Motors.
Zum Zweck, einerseits den Rainier weiter zu produzieren und andererseits Bestandteile für die GM-Luxusmarken Welch und Welch-Detroit herzustellen wurde in Saginaw eine neue Gesellschaft gegründet, die Marquette Motor Company. Deren Geschäftsleitung wurde vom Buick-Management unter Charles W. Nash (1864–1948) kontrolliert. Im September 1910 kam es jedoch bei GM zu einem folgenreichen Machtwechsel: Gründer William Durant musste die Firma verlassen, nachdem sie wegen seiner Expansionspolitik mit zahlreichen Firmenkäufen in finanzielle Schieflage geraten war. Das neue GM-Management verfolgte einen Konsolidationskurs, dem viele Konzernmarken zum Opfer fielen. Für Rainier bedeutete dieser Strategiewechsel aber nicht das Aus. Bis Ende 1911 wurde versucht, die Marke wieder erfolgreich zu machen. Als dies nicht gelang, wurde die Produktion des Rainier und des Welch-Detroit in Saginaw zusammengelegt. Dazu mussten Maschinen und Werkzeuge für die Herstellung des Welch-Detroit von Pontiac (Michigan) zu Rainier überführt werden.

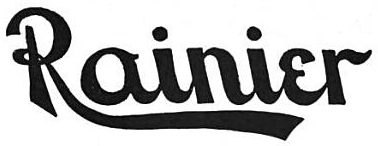
Letztes Rainier-Logo, ca. 1912

In der Folge entstanden zwei neue Modelle, die beide sowohl Elemente des letzten Rainier (Model F, 50 HP) wie auch des Welch-Detroit (Model S, 45/50 HP) in sich vereinigten. Verkauft wurden sie aber als Marquette 40 HP und 45 HP. Die Verkaufspreise lagen mit 3000 respektive 4000 $ auf dem Niveau der Vorgängermarken. Nachdem die allerletzten Modelle als Peninsular vertrieben worden waren, lief die Produktion Ende 1912 endgültig aus.
John Rainier gründete 1916 in New York City die Rainier Motor Corporation zur Herstellung von Nutzfahrzeugen und insbesondere leichteren LKW. Nach einer Reorganisation bestand das Unternehmen als Rainer Trucks, Inc. bis 1927 in Flushing.
Buick erinnerte 2007–2008 mit dem SUV-Modell Rainier an diese Pioniermarke.

## Modellübersicht 1905–1911
| Bauzeit   | Modell           | Hubraum c.i. | Hubraum cm³ | Radstand (Zoll) | Radstand (mm) | Karosserie                     | Listenpreis US$ |
| --------- | ---------------- | ------------ | ----------- | --------------- | ------------- | ------------------------------ | --------------- |
| 1905–1906 | Model A 22/28 HP | 226,2        | 3707        | 98              | 2489          | Touring, 5-pass.               | 3500            |
| 1906      | Model B 30/35 HP | 297,9        | 4882        | 104             | 2642          | Town Car, 7-pass.              | 4000            |
| 1907      | Model C 30/35 HP | 297,9        | 4882        | 104             | 2642          | Touring, 5-pass.               | 4250            |
| 1907      | Model C 30/35 HP | 297,9        | 4882        | 104             | 2642          | Landaulet, 7-pass.             | 4250            |
| 1908–1909 | Model D 40/50 HP | 412,3        | 6756        | 104             | 2642          | Touring, 5-pass.               | 4500            |
| 1908–1909 | Model D 40/50 HP | 412,3        | 6756        | 104             | 2642          | Limousine, 7-pass.             | 5500            |
| 1910      | Model F 50 HP    | 412,3        | 6756        | 119             | 3023          | Enclosed Touring, 7-pass.      | 4500            |
| 1910      | Model F 50 HP    | 412,3        | 6756        | 119             | 3023          | Touring, 7-pass.               | 4500            |
| 1910      | Model F 50 HP    | 412,3        | 6756        | 119             | 3023          | Baby Tonneau, 5-pass.          | 4500            |
| 1910      | Model F 50 HP    | 412,3        | 6756        | 119             | 3023          | Close-Coupled Touring, 5-pass. | 4500            |
| 1910      | Model F 50 HP    | 412,3        | 6756        | 119             | 3023          | Limousine, 7-pass.             | 5750            |
| 1910      | Model F 50 HP    | 412,3        | 6756        | 119             | 3023          | Landaulet, 7-pass.             | 5850            |
| 1911      | Model F 50 HP    | 412,3        | 6756        | 120             | 3048          | Roadster, 2-pass.              | 4250            |
| 1911      | Model F 50 HP    | 412,3        | 6756        | 120             | 3048          | Close-Coupled Touring, 4-pass. | 4250            |
| 1911      | Model F 50 HP    | 412,3        | 6756        | 120             | 3048          | Special Touring, 7-pass.       | 4250            |
| 1911      | Model F 50 HP    | 412,3        | 6756        | 120             | 3048          | Regulation Touring, 7-pass.    | 4500            |
| 1911      | Model F 50 HP    | 412,3        | 6756        | 120             | 3048          | Close-Coupled Touring, 5-pass. | 4500            |
| 1911      | Model F 50 HP    | 412,3        | 6756        | 120             | 3048          | Limousine, 7-pass.             | 4600            |
| 1911      | Model F 50 HP    | 412,3        | 6756        | 120             | 3048          | Landaulet, 7-pass.             | 4600            |

Alle Daten in der Tabelle, sofern nicht anders vermerkt: Beverly Rae Kimes / Henry Austin Clark jr.: Standard Catalogue of American Cars 1805–1942. 3. Auflage. Krause Publications, Iola WI (1996); S. 1258–1259